# Café literario (San Petersburgo)

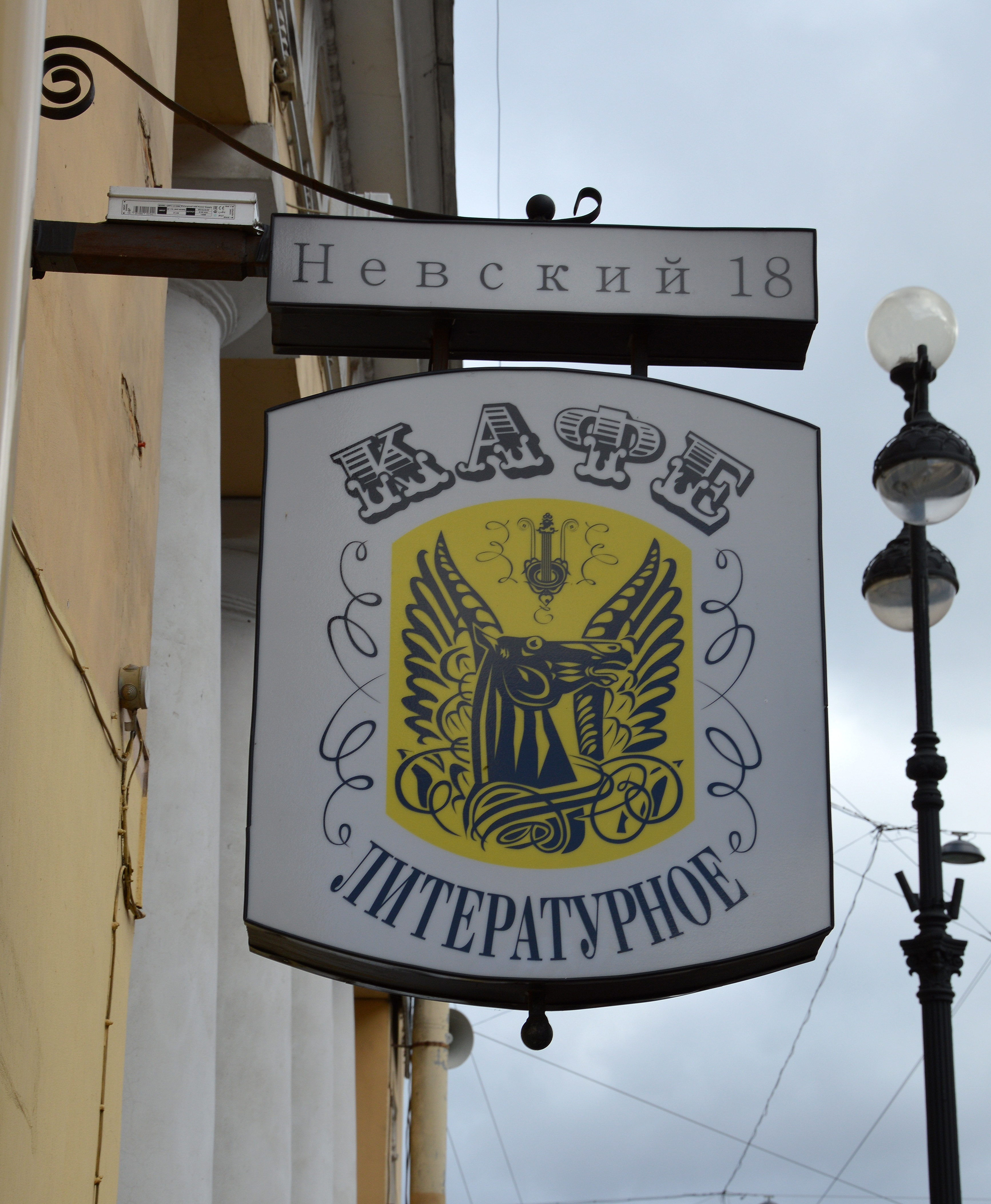
Cartel a la entrada del Café literario.

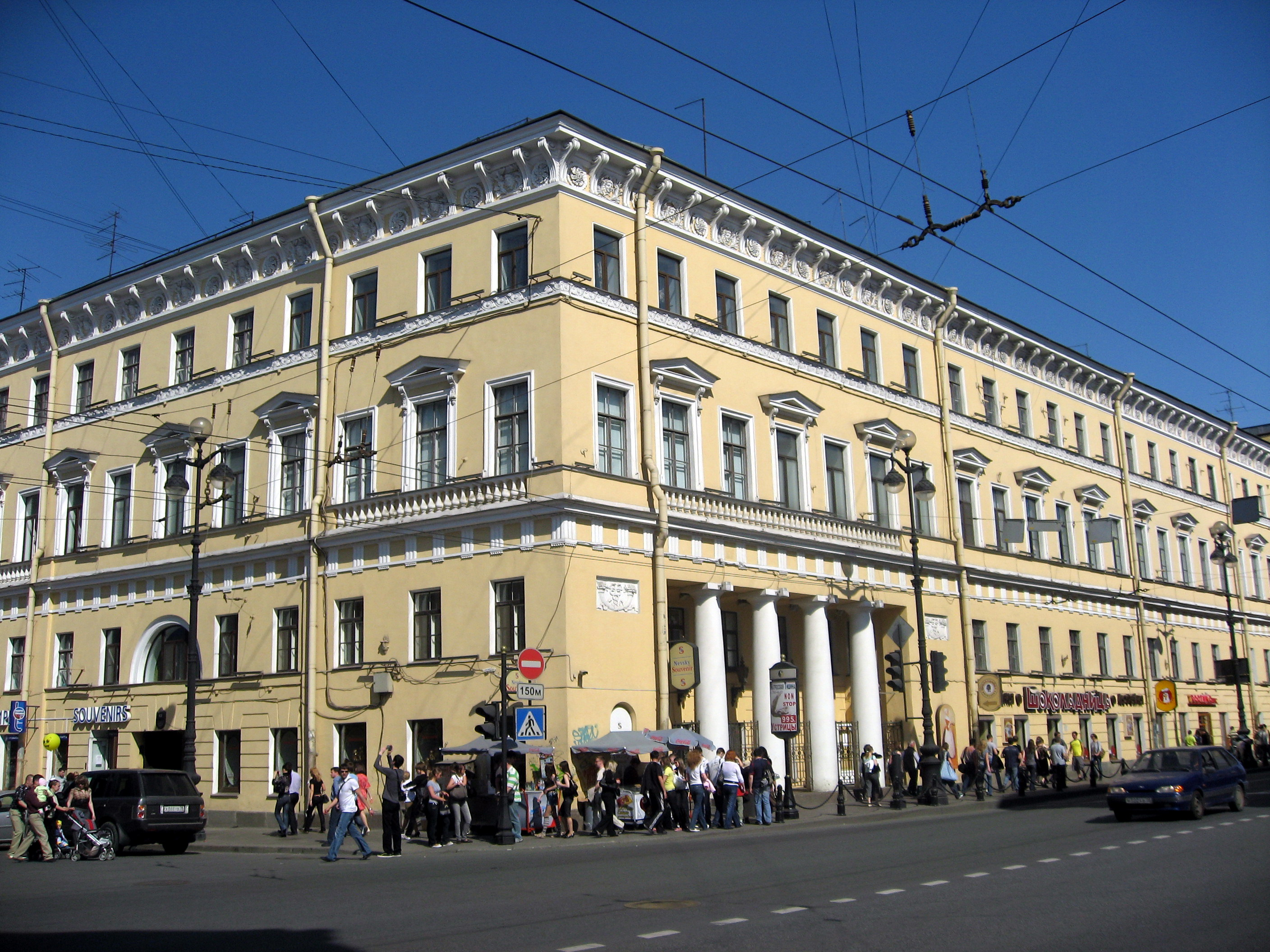
El edificio en la avenida Nevski n.º 18.

El Café literario (en ruso: Литературное кафе, Literaturnoye Kafe) es un restaurante de importancia histórica en la avenida Nevski de San Petersburgo (Rusia), que fue frecuentado por famosos escritores de la literatura rusa, incluidos Aleksandr Pushkin y Fiódor Dostoyevski, y sus amigos en el siglo XIX.

## Historia
En 1812-1814, KB Kotomin renovó el edificio de mediados del siglo XVIII en el número 18 de la avenida Nevski en San Petersburgo, la capital de Rusia en ese momento, como apartamento para comerciantes (Casa Kotomin). En este edificio, S. Wolff y T. Beranget abrieron su confitería, considerada la mejor de San Petersburgo. En 1834, se añadió un café chino (Café chinois). La confitería pronto se convirtió en un lugar donde se reunían escritores de la literatura rusa, como Aleksandr Pushkin, Mijaíl Lérmontov, Tarás Shevchenko y Fiódor Dostoyevski.
En 1837, Pushkin, camino de su duelo fatal con George D'Antès, se encontró allí con su segundo, Konstantin Danzas. En 1840, Dostoyevski conoció allí a Mijaíl Petrashevski, el socialista utópico.
En 1877, después del cierre de la confitería, se abrió un restaurante de clase alta, con el nombre de Leiner's, que músicos como Piotr Ilich Chaikovski y Fiódor Chaliapin visitaban con frecuencia. Se dice que Chaikovski ordenó allí un vaso de agua que resultó estar infectado con cólera, del cual murió.
En 1858-2001, en el sótano abrió una librería de viejo, que se hizo relativamente conocida. En 1978-1981, se renovó completamente el edificio y, en 1983, el restaurante volvió a abrir como Literaturnoye Kafe o Café literario.